# Todo El Poder / Versiones Acústicas
Todo El Poder / Versiones Acústicas es el segundo EP grabado por la banda de rock chilena Libra.
Fue lanzado el 7 de julio de 2012, de forma gratuita vía internet en su sitio oficial.
El EP contiene el tema Todo El Poder (segundo sencillo del disco Entre Ángeles y Demonios) y tres temas en formato acústico: Somos Dos, Invisibles (ambos del disco Entre Ángeles y Demonios) y Simplemente (del disco Vol II, El Efecto).

## Lista de canciones
| N.º | Título                   | Duración |  |
| 1.  | «Todo El Poder»          | 3:37     |  |
| 2.  | «Invisibles (Acústica)»  | 6:21     |  |
| 3.  | «Simplemente (Acústica)» | 3:28     |  |
| 4.  | «Somos Dos (Acústica)»   | 3:11     |  |

## Personal
- Jaime Fernández  – Voz
- César Ascencio  –  Guitarra acústica y voz. Piano en Invisibles
- Gabriel Oporto - Batería
- Luis Lemus  –  Contrabajo
- Humberto Ulloa - Acordeón en Invisibles
- Cristóbal Orozco - Batería en Todo El Poder (Grabado para el disco Entre Ángeles y Demonios)